# Фазан, Жорж
Жорж Фазан (фр. Georges Faisans, 18 сентября 1936, Пуэнт-а-Питр — 1995) — французский политический деятель, борец за независимость Гваделупы.

## Биография
Родился в Пуэнт-а-Питр в 1936 году. В 1960—1965 годах преподавал в Алжире. Вернулся на Гваделупу, стал участником Народного движения за независимую Гваделупу (MPGI) и в 1984 году был арестован, так как ударил белого профессора Жана Вашо тупой стороной мачете в ответ на то, что последний пнул чернокожего студента. Приговорен к четырём годам тюрьмы. Находясь в заключении, 2 июня 1985 года начал голодовку в знак протеста против решения суда. 25 июня был переведен в парижскую тюрьму, но и там продолжил голодовку. 19 июля было отклонено обжалование приговора. 20 июля произошли первые протесты, 21 июля несколько общественных деятелей Гваделупы начали голодовку в солидарность с Фазаном.
22 июля началась общая мобилизация профсоюзных активистов и населения Гваделупы против несправедливого приговора. На въездах в город были возведены баррикады, парализовавшие всякое движение и восстанавливавшиеся каждый раз, когда их разрушали полицейские. Столкновения с полицией привели к «пяти славным дням» (с 25 по 29 июля 1985 года), в ходе которых народ принудил французские власти освободить Жоржа Фазана. После этого он уехал по приглашению Томаса Санкары в Буркина-Фасо.